# Moeneeb Josephs
Moeneeb Josephs (* 19. Mai 1980 in Mitchell’s Plain, Kapstadt) ist ein südafrikanischer Fußballspieler. Josephs war Stammtorhüter der südafrikanischen Nationalmannschaft beim Afrika-Cup 2008.

## Vereinskarriere
Josephs debütierte am 7. September 1997 für Cape Town Spurs in der Premier Soccer League. 1999 fusionierten die Cape Town Spurs und Seven Stars zu Ajax Cape Town, wo er seine Karriere fortsetzte. In der Saison 2002/03 etablierte er sich als Stammtorhüter und wurde von den Ligaspielern zum „PSL Players’ Player of the Year“ gewählt. 2006 wechselte er für etwa 1,3 Mio. Rand zu Bidvest Wits. Zwei Jahre später wechselte er für geschätzte 2,5 Mio. Rand – Rekordsumme für einen Torhütertransfer in Südafrika – zum Ligakonkurrenten Orlando Pirates. Mit den Pirates verpasste er in der Saison 2008/09 seinen ersten Meistertitel nur knapp, im Endklassement blieb man nur wegen der schlechteren Tordifferenz hinter Supersport United.

## Nationalmannschaft
Josephs gab 2003 sein Debüt in der südafrikanischen Nationalmannschaft. 2006 und 2008 gehörte er zum Aufgebot bei der Afrikameisterschaft. Während er 2006 hinter Calvin Marlin ohne Einsatz blieb, war er 2008 nach dem verletzungsbedingten Ausfall von Rowen Fernandez Stammtorhüter beim Vorrundenaus. 2007 führte er die südafrikanische Auswahl als Kapitän zum Gewinn des COSAFA Cups 2007. Im Mai 2009 wurde er in den provisorischen Kader für den Konföderationen-Pokal berufen, schaffte aber den Sprung ins endgültige Aufgebot nicht.
Bei der WM 2010 im eigenen Land wurde er in den Kader berufen. Beim Eröffnungsspiel gegen Mexiko und beim zweiten Gruppenspiel gegen Uruguay wurde ihm zunächst jedoch Itumeleng Khune vorgezogen. Als dieser aber im Spiel gegen Uruguay aufgrund einer Notbremse die rote Karte sah, wurde Josephs eingewechselt und kassierte in diesem Spiel noch zwei Gegentore. Im abschließenden Gruppenspiel gegen Frankreich vertrat er den gesperrten Khune über die vollen 90 Minuten. Trotz des 2:1-Sieges schied der Gastgeber in der Vorrunde aus.